# Brachylia
Brachylia is een geslacht van vlinders uit de familie van de Houtboorders (Cossidae).
De soorten van dit geslacht komen voor in het Afrotropisch gebied.

## Soorten
- B. albida Yakovlev & Saldaitis, 2011
- B. camparia Mey, 2016
- B. contusa Mey, 2016
- B. eutelia Clench, 1959
- B. fibigeri Yakovlev, 2019
- B. fon Yakovlev & Saldaitis, 2011
- B. fusca Mey, 2016
- B. hercules Yakovlev, 2011
- B. incanescens (Butler, 1875)
- B. kwouus (Karsch, 1898)
- B. lineata Mey, 2016
- B. maputo Yakovlev & László, 2020
- B. minor Mey, 2016
- B. murzini Yakovlev, 2011
- B. nigeriae (Bethune-Baker, 1915)
- B. nussi Yakovlev, 2011
- B. plumbata Mey, 2016
- B. rectangulatus (Wichgraf, 1921)
- B. reussi (Strand, 1913)
- B. semicurvatus (Gaede, 1930)
- B. senegalensis Yakovlev & Saldaitis, 2011
- B. terebroides Felder, 1874
- B. transvaalensis Mey, 2017
- B. vukutu Yakovlev & Lenz, 2013
- B. windhoekensis (Strand, 1913)